# PPD (kulsprutepistol)
PPD (Pistolet-Pulemjot Degtjarova, på ryska: Пистолет-пулемёт Дегтярёва, "Degtjarovs kulsprutepistol".) är en sovjetisk kulsprutepistol som huvudsakligen användes av Röda armén under andra världskriget. Likt de flesta liknande kulsprutepistoler baserar den sig på principen med tungt slutstycke, och den kunde som sin förenklade efterträdare PPSj-41 använda både stavmagasin och trummagasin. 

## Designhistoria
Likt den svenska kulsprutepistol m/39 baserar sig designen på Theodor Bergmanns MP 18, den första massproducerade kulsprutepistolen, och är i det närmaste en kopia av den senare MP 28-varianten. Vapnet utvecklades av Vasili Degtjarov till den nya sovjetiska patronen 7,62 × 25 mm Tokarev, som var nästan identisk med den äldre importerade 7,63 × 25 mm Mauser-patronen. Den första modellen kom att benämnas PPD-34 och matades nedifrån med antingen ett 25-patroners stavmagasin eller senare det 73-patroners trummagasin som kopierats från den finska Suomi-kulsprutepistolen.
Den sista och vanligaste varianten PPD-40 känns lätt igen på sitt högre magasinfäste (för ett enklare 71-patroners trummagasin), smidigare profil och förenklade detaljer. Vapnet ansågs dock fortfarande för komplicerat för krigsproduktionen, och den ersattes officiellt av den mycket funktionssäkrare och billigare PPSj-41 redan i slutet av 1941. Den kom dock att användas i liten skala ända fram till krigsslutet, men den med tiden mycket vanligare PPSjn föredrogs av användare på bägge sidor.
PPD-kpistar som erövrades av finska styrkor under vinterkriget och fortsättningskriget delades ut till kustförsvar och hemvärn fram till ungefär 1960. I tysk tjänst antogs beteckningen MP.715(r) och  MP.716(r) för PPD-34/38 respektive PPD-40.

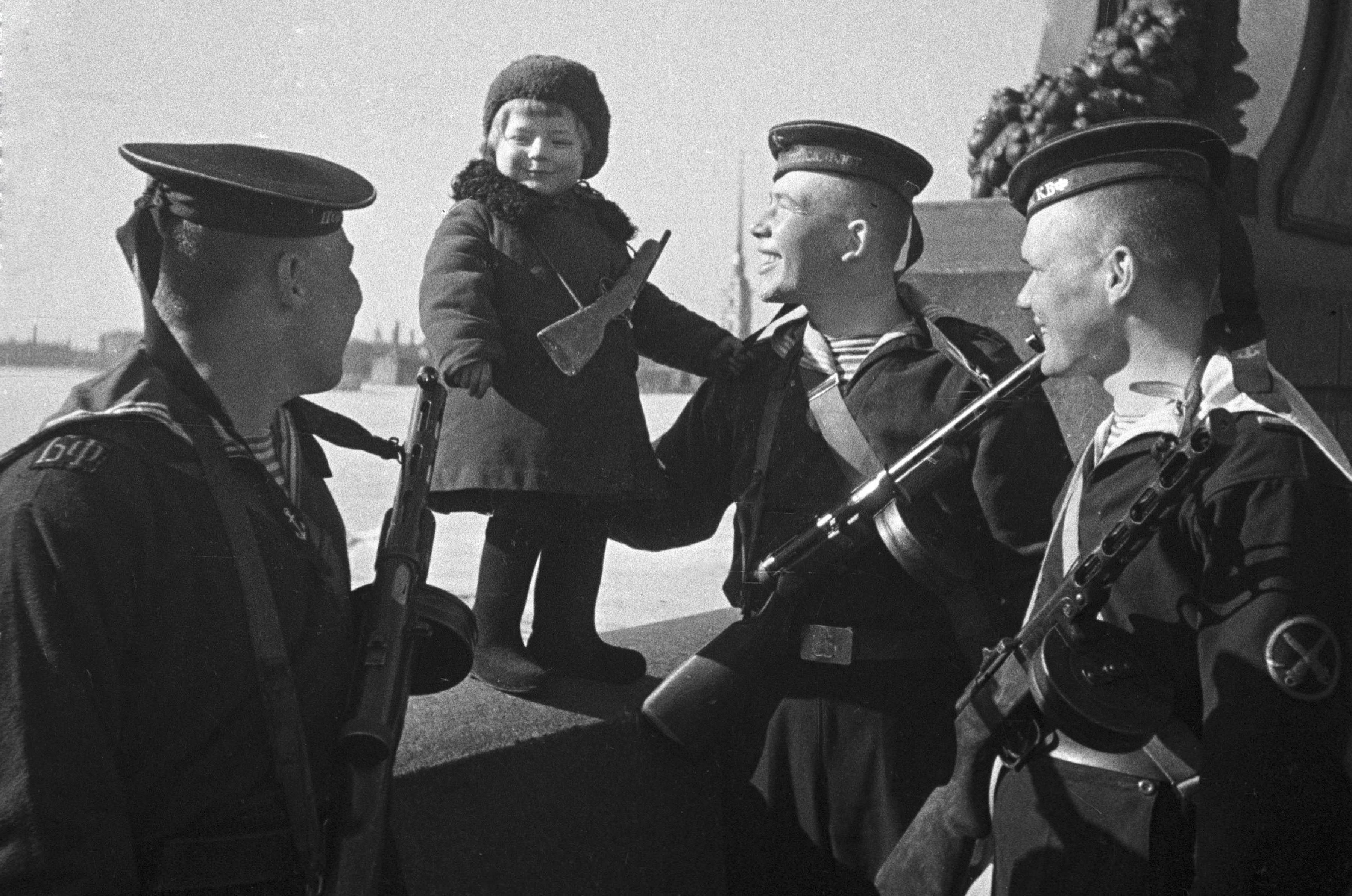
Sovjetiska sjömän beväpnade med PPD-40 och PPSj-41 i maj 1943.